# Amentotaxus formosana
Amentotaxus formosana – gatunek niewielkiego drzewa z rodziny cisowatych (Taxaceae). Występuje w północnym Wietnamie, w południowo-wschodniej części Junnan oraz w południowym Tajwanie. Rośnie w lasach na wysokościach od 700 do 1300 m n.p.m. Gatunek jest krytycznie zagrożony wymarciem. 

## Morfologia
PokrójNiewielkie drzewo  o wysokości do 10–15 m z luźną koroną. Pień osiąga do 30 cm średnicy. Młode pędy żółtawo-zielone.
LiścieLancetowate i skórzaste, na brzegu nieco podwinięte. Mają od 3,5 do 10 cm długości i 5–10 mm szerokości. Na szczycie są zaostrzone. Wyrastają naprzeciwlegle i rozpostarte są na boki. Od góry są ciemnozielone, z wyraźną, centralną wiązką przewodzącą. Od spodu posiadają dwie wyraźne, żółtawo-białe linie szparek.
Organy generatywneZebrane w rozdzielnopłciowe strobile wyrastające na końcach pędów. Strobile męskie mają postać długich do 15 cm, zwisających kłosokształtnych gron wyrastających w skupieniach po 4-8. Strobile żeńskie wyrastają pojedynczo na dolnej stronie gałązek na zwisających szypułach o długości do 19 mm. Strobile są podłużnie owalne o długości do 3 cm i szerokości do 1,4 cm. Zawierają pojedyncze, bezskrzydełkowe, brązowe nasiono do 2 cm długości, otoczone osnówką niemal w całości z wyjątkiem wierzchołka.